# Nitrazolam
Nitrazolam – związek organiczny będący klasyfikowany jako nowa benzodiazepina zbliżona strukturalnie do alprazolamu i mająca działanie nasenne oraz anksjolityczne (przeciwlękowe).

## Synteza
Jednym ze sposobów zsyntetyzowania nitrazolamu jest ogrzewanie (temperatura wrzenia) przez 1,5 godziny mieszaniny 1,3-dihydro-7-nitro-5-fenylo-2H-1,4-benzodiazepino-2-tionu, hydrazydu kwasu octowego i 1-butanolu, jednocześnie przepuszczając ją przez strumień azotu. Produkt należy zagęścić próżniowo oraz zawiesić w wodzie, a następnie wyekstrahować chlorkiem metylenu. Ważne jest późniejsze wysuszenie nad bezwodnym węglanem potasu oraz ponowne zagęszczenie próżniowe. W kolejnym etapie reakcji przeprowadza się chromatografię na żelu krzemionkowym w obecności 2% trietyloaminy, 3% metanolu, 95% octanu etylu (objętościowo). Ostatnim etapem jest krystalizacja do nitrazolamu.

## Metabolizm
Nitrazolam ulega metabolizmowi wątrobowemu oraz monohydroksylacji i redukcji grupy nitrowej in vitro, a także acetylacji wątrobowej przy udziale N-acetylotransferazy. Niektóre podania wskazują, że stosowanie nitrazolamu wśród pacjentów niesie ze sobą duże ryzyko wystąpienia działań niepożądanych, takich jak suchość w ustach, a nawet śmierć.

## Uzależnienie
Według podziału substancji uzależniających wg komitetu ekspertów WHO, uzależnienie od nitrazolamu ma typ barbituranowo-alkoholowy, co oznacza, że:
- występuje wyraźna zależność psychiczna oraz fizyczna, nieznaczna tolerancja oraz zespół abstynencyjny
- do identyfikacji wykorzystuje się metody chromatograficzne, takie jak: HPLC, GC, TLC, oraz immunoenzymatyczne: FPIA, EMIT, PTI
- we krwi notuje się poziomy oscylujące wokół kilkuset nanogramów[6].